# Máy quẹt thẻ

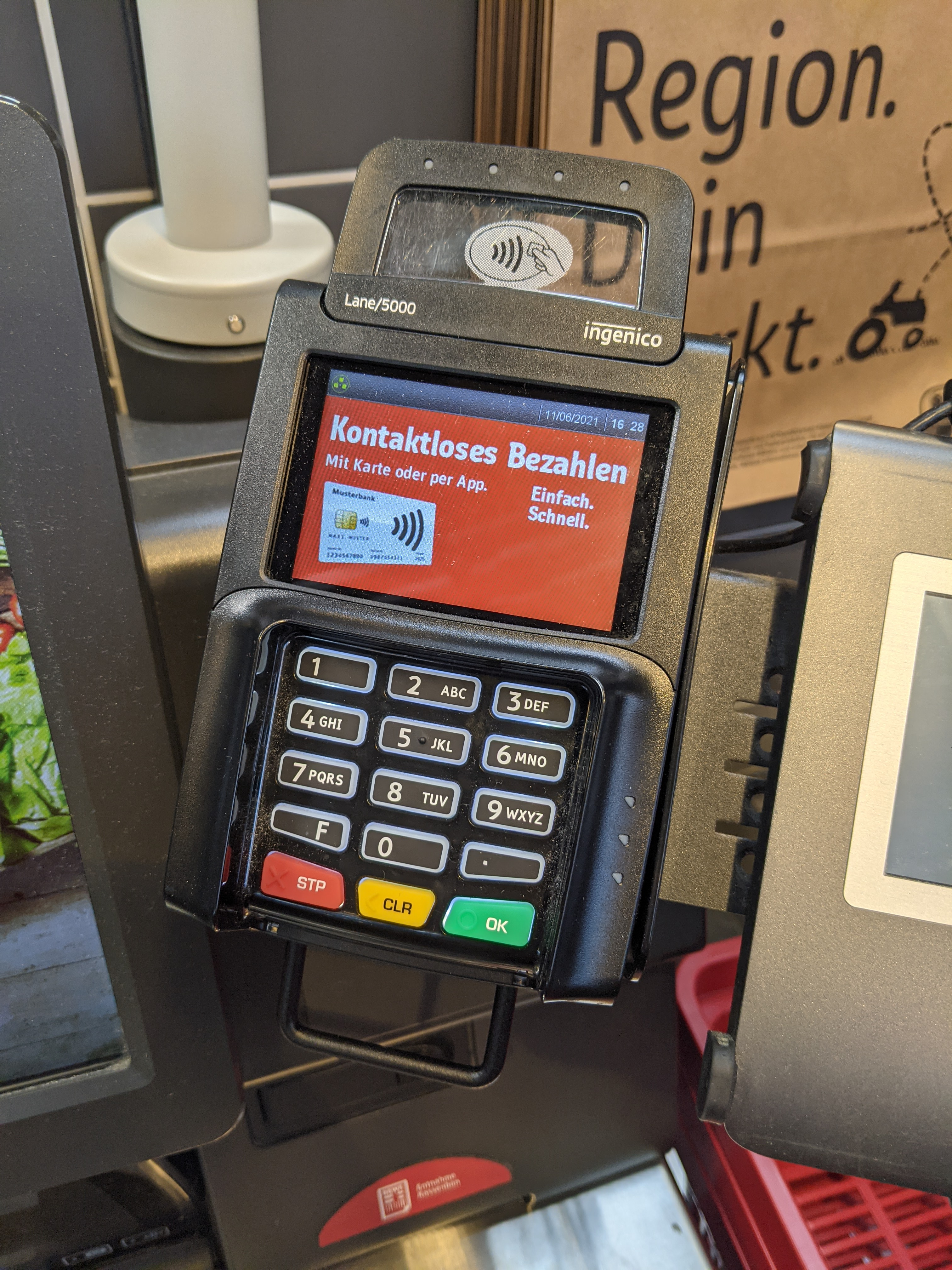
Một thiết bị thanh toán đang kiểm tra tài khoản

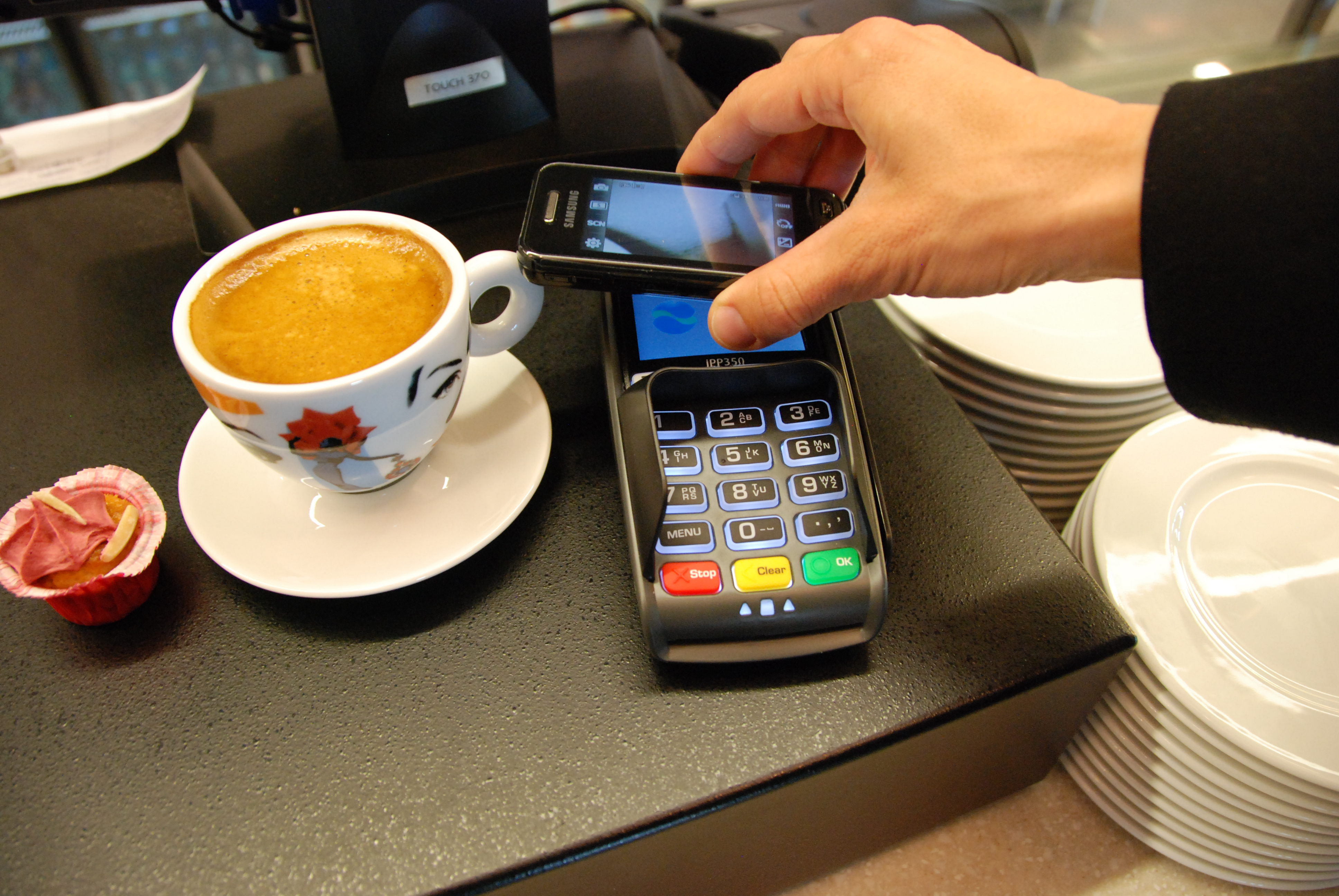
Thanh toán một tách cà phê bằng diện thoại di động để quẹt thẻ

Máy quẹt thẻ hay máy cà thẻ hay còn gọi đầy đủ là thiết bị đầu cuối thanh toán (Payment terminal) hay còn gọi là máy POS là một thiết bị bán hàng sử dụng để tương tác, kết nối, tiếp xúc trực tiếp với thẻ thanh toán thực hiện chuyển tiền điện tử khi tính tiền. Đây là một công cụ phương tiện thanh toán trong hệ thống thanh toán để hỗ trợ tối đa cho việc giao dịch để tính tiền và trả tiền một cách tiện lợi, nhanh chóng, chính xác nhất.

## Đặc điểm
Thiết bị đầu cuối thường bao gồm một bàn phím an toàn (gọi là PINpad) để nhập mã số nhận dạng cá nhân (PIN), một màn hình, một phương tiện để thu thập thông tin từ thẻ thanh toán và một kết nối mạng để truy cập mạng thanh toán để xác thực. Thiết bị đầu cuối thanh toán cho phép thương nhân thu thập thông tin thẻ tín dụng và thẻ ghi nợ cần thiết và truyền dữ liệu này đến nhà cung cấp dịch vụ thương nhân hoặc ngân hàng để xác thực và cuối cùng là chuyển tiền cho thương nhân, nhà cung cấp. Thiết bị đầu cuối cho phép thương nhân hoặc khách hàng của họ quẹt, cà, chèn hoặc giữ thẻ gần thiết bị để thu thập thông tin. Chúng thường được kết nối với các hệ thống điểm bán hàng để số tiền thanh toán và xác nhận thanh toán có thể được tự động chuyển đến hệ thống quản lý bán lẻ của thương nhân. Thiết bị đầu cuối cũng có thể được sử dụng ở chế độ độc lập, trong đó người bán nhập số tiền vào thiết bị đầu cuối trước khi khách hàng xuất trình thẻ và mã nhận dạng cá nhân (PIN). Phần lớn các thiết bị đầu cuối thẻ hiện nay truyền dữ liệu qua kết nối mạng di động và Wi-Fi. 
Các thiết bị đầu cuối cũ giao tiếp qua dịch vụ điện thoại thông thường (đường dây điện thoại tiêu chuẩn) hoặc kết nối Ethernet. Một số cũng có khả năng bộ nhớ đệm dữ liệu giao dịch được truyền đến bộ xử lý thanh toán khi có kết nối; nhược điểm lớn nhất của điều này là không có quyền ủy quyền ngay lập tức tại thời điểm thẻ được xử lý, điều này sau đó có thể dẫn đến thanh toán không thành công. Thiết bị đầu cuối không dây truyền dữ liệu thẻ bằng Bluetooth, Wi-Fi, băng thông rộng di động, hoặc thậm chí là mạng vệ tinh ở những vùng xa xôi và trên máy bay. Sự phát triển của các thiết bị đầu cuối thanh toán được dẫn dắt bởi lợi thế về hiệu quả thông qua việc giảm thời gian xử lý giao dịch và phê duyệt ngay lập tức của các khoản thanh toán. Về mặt bảo mật, các thiết bị đầu cuối cung cấp dữ liệu thẻ đầu cuối mã hóa và chức năng kiểm toán. Tuy nhiên, đã có một số trường hợp phần mềm độc hại từ bàn phím mã PIN POS. Ngoài ra còn có tình trạng gian lận thẻ tín dụng tại các thiết bị đầu cuối thẻ và điều này dẫn đến việc chuyển từ sử dụng dải từ sang sử dụng tiêu chuẩn EMV để thu thập thông tin.

## Lịch sử
Trước khi phát triển thiết bị đầu cuối thanh toán, các thương gia sẽ sử dụng Máy in thẻ tín dụng (máy in thủ công này còn được gọi là máy ZipZap) để thu thập thông tin từ thông tin dập nổi trên thẻ tín dụng lên một tờ giấy có bản sao giấy than. Những tờ giấy này phải được mang đến ngân hàng để xử lý. Đây là một quá trình cồng kềnh và tốn thời gian. Thiết bị đầu cuối tại điểm bán hàng xuất hiện vào năm 1979, khi Visa giới thiệu một thiết bị đầu cuối thu thập dữ liệu điện tử cồng kềnh, đây là thiết bị đầu cuối thanh toán đầu tiên. Cùng năm đó, thẻ từ lần đầu tiên được thêm vào thẻ tín dụng. Điều này cho phép thu thập thông tin thẻ bằng phương pháp điện tử và dẫn đến sự phát triển của thiết bị đầu cuối thanh toán. Một trong những công ty đầu tiên sản xuất thiết bị đầu cuối thanh toán chuyên dụng là Verifone. Công ty bắt đầu vào năm 1981 tại Hawaii với tư cách là một công ty điện tử nhỏ. Năm 1983, họ giới thiệu dòng thiết bị đầu cuối ZON, sau này trở thành tiêu chuẩn cho các thiết bị đầu cuối thanh toán hiện đại. 
George Wallner sinh ra tại Hungary ở Sydney, Úc, đã thành lập công ty đối thủ Hypercom vào năm 1978 và bắt đầu sản xuất các thiết bị đầu cuối thanh toán chuyên dụng vào năm 1982. Sau đó, công ty này tiếp tục thống trị khu vực Châu Đại Dương. Công ty đã ký một thỏa thuận với American Express để cung cấp các thiết bị đầu cuối của mình cho họ tại Hoa Kỳ. Để củng cố thỏa thuận, Hypercom đã chuyển trụ sở chính từ Úc đến Arizona tại Hoa Kỳ. Sau đó, công ty phải đối mặt với sự cạnh tranh trực tiếp với VeriFone trên thị trường trong nước. Hơn một thập kỷ sau vào năm 1994, Lipman Electronic Engineering, Ltd. được thành lập tại Israel. Lipman sản xuất dòng thiết bị đầu cuối xử lý Nurit. Do Verifone đã có vị thế vững chắc trong ngành xử lý thanh toán khi Lipman được thành lập, Lipman đã nhắm đến một thị trường ngách chưa được khai thác trong ngành xử lý. Trong khi Lipman nắm giữ khoảng 10% thị phần thiết bị đầu cuối thẻ tín dụng có dây, họ là công ty dẫn đầu không thể tranh cãi, với hơn 95% thị phần thiết bị đầu cuối xử lý không dây vào cuối những năm 1990. Sau đó, Verifone đã mua lại cả hai đối thủ lớn này, mua lại Lipman vào năm 2006 và bộ phận thanh toán của doanh nghiệp Hypercom bao gồm cả thương hiệu của công ty vào năm 2011. 
Năm 1980, Jean-Jacques Poutrel và Michel Malhouitre đã thành lập Ingenico tại Pháp và phát triển thiết bị đầu cuối thanh toán đầu tiên của họ vào năm 1984. Đơn vị R&D có trụ sở tại Barcelona của công ty sẽ dẫn đầu việc phát triển thiết bị đầu cuối thanh toán trong thập kỷ tiếp theo. Ingenico, thông qua một số vụ mua lại, sẽ thống trị thị trường thiết bị đầu cuối thanh toán châu Âu trong nhiều năm. Họ đã mua lại hoạt động thiết bị đầu cuối thanh toán Groupe Bull có trụ sở tại Pháp và De La Rue có trụ sở tại Anh cũng như Epos của Đức vào năm 2001. Ban đầu, thông tin được thu thập từ dải từ ở mặt sau của thẻ, bằng cách quẹt thẻ qua thiết bị đầu cuối. Vào cuối những năm 1990, điều này bắt đầu được thay thế bằng thẻ thông minh, trong đó một con chip điện tử được nhúng vào thẻ. Điều này để tăng cường bảo mật và yêu cầu thẻ phải được đưa vào thiết bị đầu cuối thẻ tín dụng. Vào cuối những năm 1990 và đầu những năm 2000, các hệ thống thanh toán không tiếp xúc đã được giới thiệu và các thiết bị đầu cuối thanh toán đã được cập nhật để bao gồm khả năng đọc các thẻ này bằng công nghệ giao tiếp trường gần (NFC).